# Pycnonotus gularis
Il bulbul dal collare rosso-fiamma (Pycnonotus gularis Gould, 1836) è un uccello della famiglia Pycnonotidae, diffuso nell'India sud-occidentale.

## Descrizione
È giallo con una testa nera e collo rosso. 

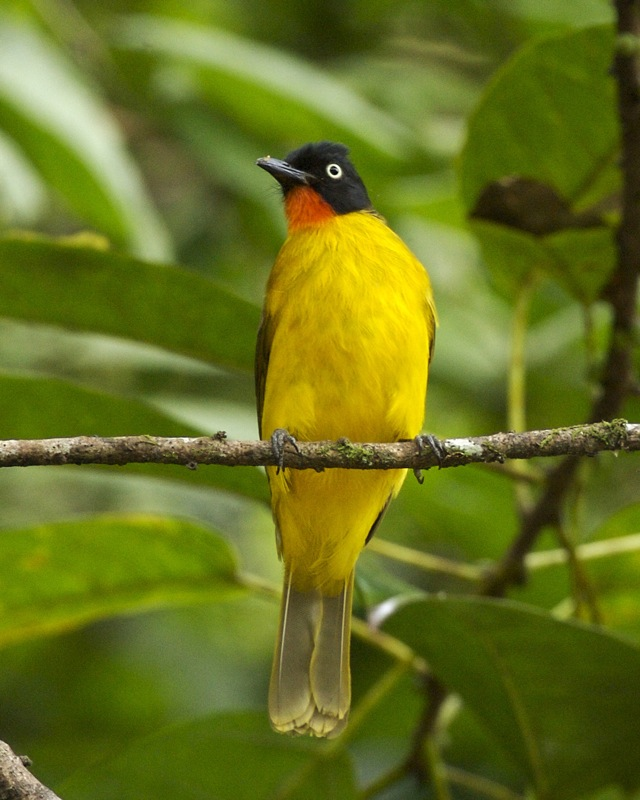

## Biologia
Si nutre di frutta e insetti e vive tra fitti cespugli e alberi.